# 21636 Huertas
21636 Huertas è un asteroide della fascia principale. Scoperto nel 1999, presenta un'orbita caratterizzata da un semiasse maggiore pari a 2,2207775 UA e da un'eccentricità di 0,1448983, inclinata di 3,89261° rispetto all'eclittica.